# Thorius lunaris
Espèce
Statut de conservation UICN

 CR  : 
En danger critique
Thorius lunaris est une espèce d'urodèles de la famille des Plethodontidae.

## Répartition
Cette espèce est endémique de l'État de Veracruz au Mexique. Elle se rencontre de 2 500 à 2 640 m d'altitude sur le versant Sud-Est du pic d'Orizaba.

## Publication originale
- Hanken & Wake, 1998 : Biology of tiny animals: Systematics of the minute salamanders (Thorius: Plethodontidae) from Veracruz and Puebla, México, with descriptions of five new species. Copeia, vol. 1998, p. 312-345.